# Derry City Football Club

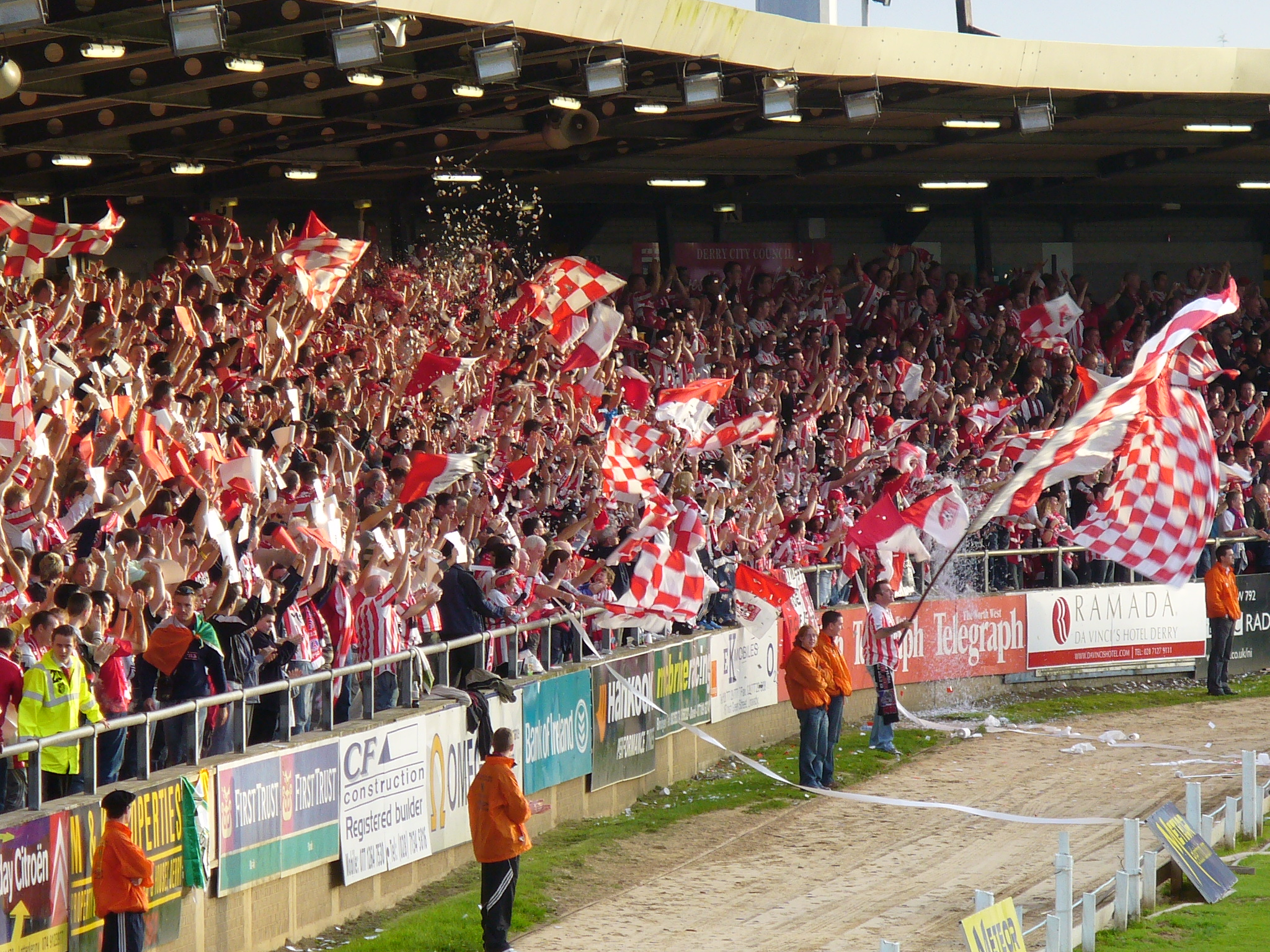
Seguidors del Derry City a Brandywell.

El  Derry City Football Club (en irlandès: Cumann Peile Chathair Dhoire) és un club de futbol professional de la ciutat de Derry, a Irlanda del Nord. Actualment juga a la primera divisió de la lliga de la República d'Irlanda. La major part de la seva història l'ha passat a la primera divisió irlandesa, tot i que el novembre de 2009 en va ser expulsat quan es va descobrir que mantenia contractes secundaris amb els jugadors de manera no oficial. Poques setmanes després va tornar a ser readmès, tot i que va descendir a la segona divisió. L'equip és l'únic participant de la lliga provinent d'Irlanda del Nord. L'estadi del club és el Brandywell Stadium, i la primera equipació consisteix en samarretes a ratlles vermelles i blanques, d'on prové el seu sobrenom, els the Candystripes, literalment, els de les ratlles de caramel. D'altres es refereixen al club com els the Red and White Army (literalment, l'exèrcit blanc-i-vermell), o abreviant el nom per Derry o City.
El club, fundat el 1928, va començar jugant a la lliga nord-irlandesa, aconseguint un títol de lliga la temporada 1964-65. El 1971, a conseqüència del conflicte nord-irlandès, es va fer impossible que l'equip jugués a Brandywell, motiu pel qual el club va començar a disputar els seus partits com a local a Coleraine, a 48 km de Derry. L'any següent les forces de seguretat van retirar la seva objecció per jugar a Brandywell, però davant de les pressions de la lliga nord-irlandesa perquè l'equip seguís jugant a Coleraine, el Derry City va decidir renunciar a disputar la mateixa lliga. Després de 13 anys jugant al futbol amateur, el Derry va entrar a la nova lliga de la República d'Irlanda la temporada 1985-86. El Derry va quedar en primera posició de la segona divisió el 1987, ascendint a primera divisió, on es va mantenir fins que va ser descendit el 2009. El club va aconseguir el triplet domèstic la temporada 1988-89, essent l'únic equip irlandès en aconseguir aquesta fita.

## Història
El club va ser fundat l'any 1928. Inicialment jugava la Lliga nord irlandesa de futbol on guanyà la lliga el 1964–65. L'any 1971, per problemes de seguretat a causa dels enfrontaments entre catòlics i protestants, els partits no es van poder disputar a Brandywell i el club hagué de jugar els seus partits com a local a Coleraine. L'any següent es repetí la situació i finalment el club es veié obligat a abandonar la lliga nord irlandesa. Després de 13 anys on només mantingué les categories inferiors, el club s'uní a la lliga de la República d'Irlanda, a la First División la temporada 1984-1985. Des d'aleshores ha guanyat dues lligues irlandeses els anys 1988-1989 i 1996-1997.
Juga a l'estadi Brandywell i els seus colors són samarreta vermella i blanca a franges verticals i pantaló negre, d'on prove el seu sobrenom dels Candystripes. També és conegut com the Red and White Army (l'armada roja i blanca) o simplement com Derry o City.

## Palmarès
- Lliga nord irlandesa de futbol: 1
  - 1964–65
- Copa nord irlandesa de futbol: 3
  - 1948–49, 1953–54, 1963–64
- Lliga irlandesa de futbol: 2
  - 1988–89, 1996–97
- First Division: 1
  - 1986–87
- Copa irlandesa de futbol: 4
  - 1988–89, 1994–95, 2002, 2006[6]
- Copa de la Lliga irlandesa de futbol: 10
  - 1988–89, 1990–91, 1991–92, 1993–94, 1999–2000, 2005, 2006,[7] 2007, 2008,[8] 2011
- League of Ireland First Division Shield: 1
  - 1985–86
- City Cup: 2
  - 1934–35, 1936–37
- Gold Cup: 1
  - 1963–64
- Top Four: 1
  - 1965–66
- North-West Senior Cup: 14
  - 1931–32, 1932–33, 1933–34, 1934–35, 1936–37, 1938–39, 1953–54, 1959–60, 1961–62, 1962–63, 1963–64, 1965–66, 1968–69, 1970–71

## Colors
Derry City vestí colors morat i blau les seves primeres temporades. Aquests colors es mantingueren fins al 1932, en què s'adoptà un uniforme blanc per a la samarreta i negre per als pantalons. Els tradicionals blanc i vermell a franges verticals amb pantalons negres fou adoptat el 1934. Els colors provingueren del Sheffield United, que vestia aquests colors, concretament de Billy Gillespie, nascut al proper Comtat de Donegal. Aquest futbolista jugà amb el Sheffield United entre 1913 i 1932, i aquest any esdevingué jugador-entrenador del Derry i canvià la samarreta del club al cap de dos anys. El Derry mantingué aquests colors, amb diverses variacions en el disseny, excepte en el període 1956 -1962, quan vestí amb colors ambre i negre.

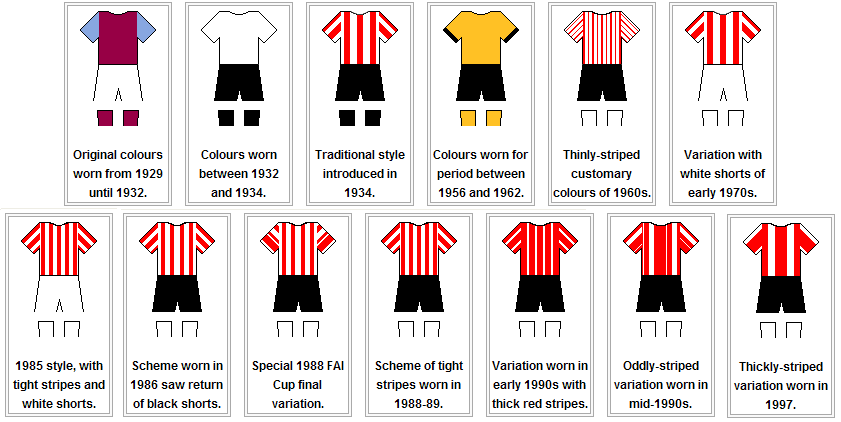
Uniforme a través del temps